# Никлас Силе
Никлас Силе (Niklas Süle; 3. септембар 1995) немачки је фудбалер који игра на позицији штопера и тренутно наступа за Борусију Дортмунд и фудбалску репрезентацију Немачке.

## Успеси
Бајерн Минхен
- Првенство Немачке (5): 2017/18, 2018/19, 2019/20, 2020/21, 2021/22.
- Куп Немачке (2): 2018/19, 2019/20.
- Суперкуп Немачке (4): 2017, 2018, 2020, 2021.
- Лига шампиона (1): 2019/20.
- УЕФА суперкуп (1) : 2020.
- Светско клупско првенство (1): 2020.

Немачка
- Куп конфедерација:  2017.
- Летње олимпијске игре:   2016.